# Joseph Kaskell
Joseph Kaskell (* 13 March 1892; † 5. September 1989 in Madison, New Hampshire, USA) war ein deutschamerikanischer Rechtsanwalt und Schriftsteller.

## Leben
Joseph Kaskell war Rechtsanwalt in Berlin und aktiv in der liberal-protestantischen Bewegung tätig. Er emigrierte in die USA, wo er als Anwalt arbeitete. Er arbeitete im Council for a Democratic Germany mit und war Sekretär des American Committee to Aid Survivors of German Resistance. Joseph Kaskell galt als ein Vertreter des liberalen Protestantismus in der US-Exilpolitik.